# Littoinen
Littoinen (en suédois : Littois) est un village du sud-ouest de la Finlande, centré sur le lac du même nom (fi). Il est partagé entre la ville de Kaarina et la municipalité de Lieto, et il borde le centre régional de Turku. Le village a commencé à se développer après la fondation d'une usine de tissus sur les rives du lac Littoinen, en 1739. La construction de la ligne ferroviaire, en 1899, a également participé à sa croissance. Dans les années 1960, les activités de l'usine de draperie ont été interrompues en raison d'une baisse de la demande. Le patrimoine de l'usine est encore visible sur la place du village et dans les noms de rues.

## Galerie

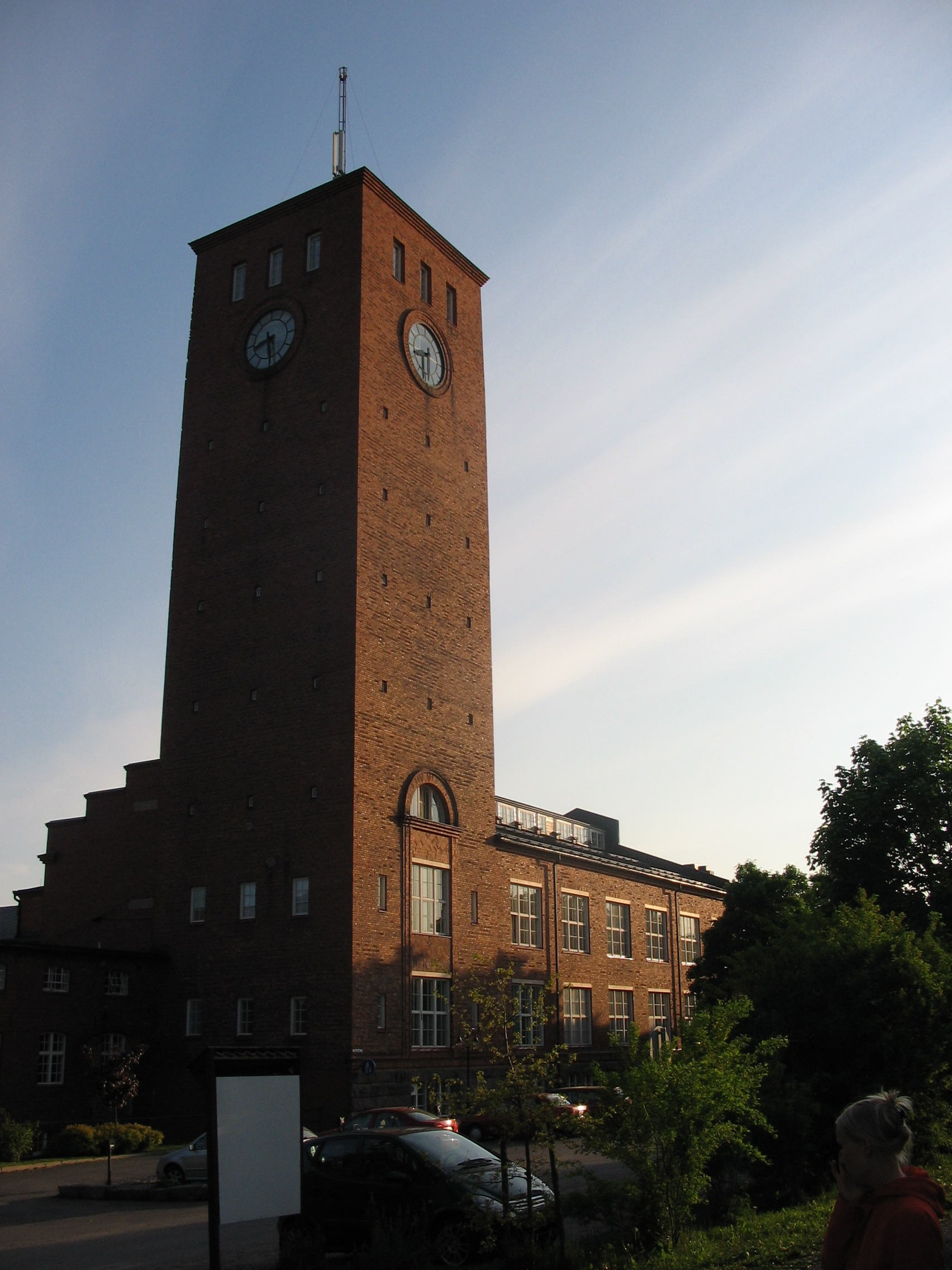
L'usine de Littoinen
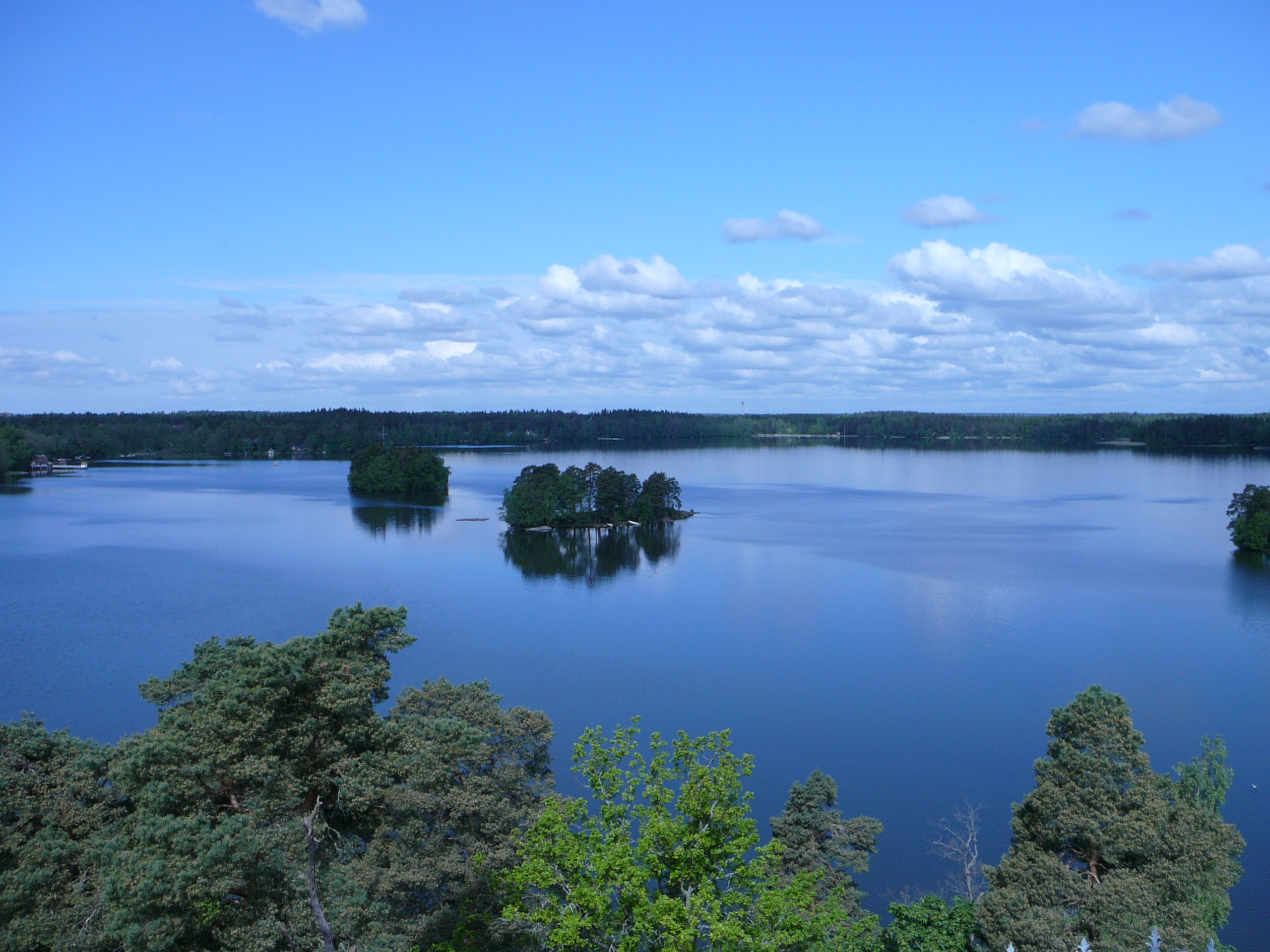
Le lac Littoinen

## Source de la traduction
- (en) Cet article est partiellement ou en totalité issu de l’article de Wikipédia en anglais intitulé « Littoinen » (voir la liste des auteurs).